# 黃綬 (正德進士)
黄绶（？—？年），字汝文，浙江宁波府鄞縣人，民籍。明朝政治人物。

## 生平
正德二年（1507年）丁卯科浙江乡试舉人，正德九年（1514年）甲戌科二甲第130名進士，授兵部主事，进员外郎。武宗南巡，与郎中黄巩等人疏谏，被下诏狱，廷杖八十。嘉靖三年（1524年）三月迁山东按察司佥事，以亲老乞致仕。